# Liga Boliviana de Básquetbol Femenino 2016
La Liga Boliviana de Básquetbol Femenino 2016, más conocida como "Libobasquet" fue la primera versión del torneo organizado por la Federación Boliviana de Básquetbol (FBB) para clubes de básquet femenino, que se inauguró con la presencia de 4 clubes en la ciudad de Oruro y culminó con su primer campeón: San Simón en la ciudad de Cochabamba en 4 Final Fours y coronando a San Simón de Cochabamba como primer campeón.

## Formato
El formato de la primera edición de la Libobasquet constaría de 1 sola fase con 4 Final Fours en la 4 ciudades respectivas. 
El primer Final Four se jugaría en la ciudad de Oruro del 11 al 13 de marzo, el segundo en la provincia de Quillacollo del 17 al 19 de marzo, continuando con la ciudad de La Paz y finalizando en la ciudad de Cochabamba.

## Sistema de competición

### Distribución geográfica de los Clubes
| Departamento | Cantidad | Club      |
| ------------ | -------- | --------- |
| Cochabamba   | 2        | San Simón |
| Cochabamba   | 2        | Ej-Plaza  |
| La Paz       | 1        | UCB       |
| Oruro        | 1        | Alemán    |

## Equipos participantes
| Equipo                                           | Ciudad                 | Temp | Coliseo                 | Capacidad |
| ------------------------------------------------ | ---------------------- | ---- | ----------------------- | --------- |
| Club San Simón de Cochabamba                     | Cochabamba             | 1    | Grover Suárez           | 1.500     |
| Estudio Jurídico Plaza de Quillacollo (Ej-Plaza) | Cochabamba Quillacollo | 1    | Max Fernández           | -         |
| Club Alemán de Oruro                             | Oruro                  | 1    | Luis Lazzo Quinteros    | -         |
| Universidad Católica Boliviana (UCB)             | La Paz                 | 1    | Julio Borelli Viteritto | 7.500     |

- Datos desde la temporada 2016

### Entrenadores
| Listado de entrenadores | Listado de entrenadores | Listado de entrenadores   |
| Equipo                  | Fechas                  | Entrenador                |
| ----------------------- | ----------------------- | ------------------------- |
| Alemán                  | Todas                   | Wilman Flores             |
| Ej-Plaza                | Todas                   | José Francisco Zurita (†) |
| San Simón               | Todas                   | Sandro Patiño             |
| UCB                     | Todas                   | Jose Revollo Chavarria    |

### Plantillas
| Alemán (Oruro)                                       | Alemán (Oruro)                    | Alemán (Oruro) | Alemán (Oruro) | Alemán (Oruro) | Alemán (Oruro) | Alemán (Oruro)                    |
| Num                                                  | Jugador                           | Pos            | PJ             | Altura         | Ciudad Natal   | Edad                              |
| ---------------------------------------------------- | --------------------------------- | -------------- | -------------- | -------------- | -------------- | --------------------------------- |
| 3                                                    | Tatiana Andrea Guzmán Arancibia   |                |                |                |                | 15 de octubre de 1990 (34 años)   |
| 5                                                    | Nancy Andrea Ureña Diaz           |                |                |                |                | 4 de noviembre de 1979 (45 años)  |
| 6                                                    | Magdalena Bianca Aldana Maldonado |                |                |                |                | 13 de febrero de 1987 (38 años)   |
| 7                                                    | Brenda Zoraya Cabrera Azero       |                |                |                |                | 17 de julio de 1982 (42 años)     |
| 9                                                    | Romina Isabel Rodríguez Torrez    | B              |                | 1,67 m (5′ 6″) | Oruro          | 25 de enero de 1992 (33 años)     |
| 10                                                   | Keyla Huayllas Cruz               | A              |                | 1,67 m (5′ 6″) | Oruro          | 31 de diciembre de 1993 (31 años) |
| 11                                                   | Britenique Ariel Harrison         | P              |                | 1,93 m (6′ 4″) |                | 6 de diciembre de 1992 (32 años)  |
| 12                                                   | Marisel Nivia Alanes Coca         |                |                |                |                | 16 de octubre de 1990 (34 años)   |
| 13                                                   | Marghely Eliana Flores Rios       |                |                |                |                | 25 de diciembre de 1995 (29 años) |
| 14                                                   | Sonia Vanessa Vasquez De Leon     | A              |                | 1,82 m (6′ 0″) |                | 1 de octubre de 1983 (41 años)    |
| 15                                                   | Dayne Carla Cruz Fajardo          |                |                |                |                | 2 de diciembre de 1996 (28 años)  |
| 50                                                   | Fatima Isabel Ibañez Martinez     | P              |                | 1,83 m (6′ 0″) |                | 8 de marzo de 1990 (35 años)      |
|                                                      | Karla Ninoska Yucra Ledezma       |                |                |                |                | 21 de noviembre de 1996 (28 años) |
|                                                      | Jhoana Murillo Rivero             |                |                |                |                | 25 de febrero de 2002 (23 años)   |
|                                                      | Luisa Karen Ramirez Llampa        |                |                |                |                | 29 de marzo de 1996 (28 años)     |
|                                                      | Carolina Blacut Almanza De Arata  |                |                |                |                | 1 de noviembre de 1991 (33 años)  |
|                                                      | Belen Leyton Siles                |                |                |                |                | 3 de marzo de 1998 (27 años)      |
|                                                      | Valeria Oporto Pereira            |                |                |                |                | 20 de enero de 2000 (25 años)     |
|                                                      | Montserrat Arce Soria             |                |                |                |                | 10 de abril de 2000 (24 años)     |
|                                                      | Scarlet Jeancarla Camara Flores   |                |                |                |                | 29 de mayo de 2001 (23 años)      |
| Entrenador: Wilman Flores / Asistente: Milton Flores |                                   |                |                |                |                |                                   |

| Ej-Plaza (Quillacollo)                        | Ej-Plaza (Quillacollo)              | Ej-Plaza (Quillacollo) | Ej-Plaza (Quillacollo) | Ej-Plaza (Quillacollo) | Ej-Plaza (Quillacollo) | Ej-Plaza (Quillacollo)            |
| Num                                           | Jugador                             | Pos                    | PJ                     | Altura                 | Ciudad Natal           | Edad                              |
| --------------------------------------------- | ----------------------------------- | ---------------------- | ---------------------- | ---------------------- | ---------------------- | --------------------------------- |
| 1                                             | Patricia Pancorbo                   |                        |                        |                        |                        |                                   |
| 4                                             | Odalis Mireya Salguero Arispe       |                        |                        |                        |                        | 5 de enero de 1981 (44 años)      |
| 5                                             | Delina Irma Zurita Herbas           |                        |                        |                        |                        | 9 de enero de 1972 (53 años)      |
| 7                                             | Laura Karen Florida Lopez           |                        |                        |                        |                        | 22 de diciembre de 1982 (42 años) |
| 8                                             | Simone Tylor Lloyd                  | E                      |                        | 1,83 m (6′ 0″)         |                        |                                   |
| 9                                             | Gladys Rosario Navarro Andia        |                        |                        |                        |                        | 5 de enero de 1982 (43 años)      |
| 12                                            | Estefani Fuentes                    |                        |                        |                        |                        |                                   |
| 15                                            | Aquillin Hayes Naasira              | B                      |                        | 1,73 m (5′ 8″)         | Harlem, NY             |                                   |
| 21                                            | Damaris Danilyn Villarroel Gonzales |                        |                        |                        |                        | 12 de julio de 1995 (29 años)     |
| 23                                            | Adriana Zambrana Sanchez            |                        |                        |                        |                        | 19 de enero de 1993 (32 años)     |
| 33                                            | Alejandra Quiroga                   |                        |                        |                        |                        |                                   |
| 99                                            | Ana Mercedes Reque Lanza            |                        |                        |                        |                        | 24 de octubre de 1982 (42 años)   |
|                                               | Arlenys Oquendo                     |                        |                        |                        |                        |                                   |
| Entrenador: José Zurita Hinojosa / Jose Plaza |                                     |                        |                        |                        |                        |                                   |

| San Simón (Cochabamba)                    | San Simón (Cochabamba)          | San Simón (Cochabamba) | San Simón (Cochabamba) | San Simón (Cochabamba) | San Simón (Cochabamba) | San Simón (Cochabamba)          |
| Num                                       | Jugador                         | Pos                    | PJ                     | Altura                 | Ciudad Natal           | Edad                            |
| ----------------------------------------- | ------------------------------- | ---------------------- | ---------------------- | ---------------------- | ---------------------- | ------------------------------- |
| 4                                         | Arlenis Romero                  | B                      |                        | 1,76 m (5′ 9″)         | Pinar del Río          | 7 de febrero de 1984 (41 años)  |
| 6                                         | Bernarda Bruno                  |                        |                        |                        |                        |                                 |
| 7                                         | Marcela Viscarra                | SW                     |                        | 1,69 m (5′ 7″)         |                        | 22 de marzo de 1990 (35 años)   |
| 8                                         | Katia Romero                    | A                      |                        | 1,68 m (5′ 6″)         |                        | 08 de marzo de 1991 (34 años)   |
| 10                                        | Daniza Parra                    | B                      |                        | 1,58 m (5′ 2″)         | Cochabamba             | 29 de julio de 1985 (39 años)   |
| 12                                        | Marlenis Cepeda                 | P                      |                        | 1,93 m (6′ 4″)         | Sancti Spiritus        | 27 de octubre de 1985 (39 años) |
| 14                                        | Mirian Raquel Justiniano Claros |                        |                        | 1,73 m (5′ 8″)         | Santa Cruz             | 21 de mayo de 1991 (33 años)    |
| 23                                        | Karol Rivas                     |                        |                        |                        |                        |                                 |
| 37                                        | Liliana Ayala                   |                        |                        |                        |                        |                                 |
| 55                                        | Maria Sanabria                  |                        |                        |                        |                        |                                 |
| 70                                        | Nataly Zurita                   | P                      |                        | 1,86 m (6′ 1″)         |                        | 04 de febrero de 1995 (30 años) |
| 77                                        | María René Carmona Soliz        | AP, P                  |                        | 1,80 m (5′ 11″)        | Cochabamba             | 26 de mayo de 1995 (29 años)    |
| Entrenador: Sandro Alberto Patiño Sánchez |                                 |                        |                        |                        |                        |                                 |

| UCB (La Paz)                                                    | UCB (La Paz)                | UCB (La Paz) | UCB (La Paz) | UCB (La Paz) | UCB (La Paz) | UCB (La Paz)                     |
| Num                                                             | Jugador                     | Pos          | PJ           | Altura       | Ciudad Natal | Edad                             |
| --------------------------------------------------------------- | --------------------------- | ------------ | ------------ | ------------ | ------------ | -------------------------------- |
| 1                                                               | Maritza Espinoza            |              |              |              |              | 15 de mayo de 1991 (33 años)     |
| 2                                                               | Karla Aranda                |              |              |              |              |                                  |
| 4                                                               | Carla Mendez                |              |              |              |              |                                  |
| 5                                                               | Vivian Roque                |              |              |              |              |                                  |
| 6                                                               | Lucia Sejas                 |              |              |              |              |                                  |
| 7                                                               | Cecilia Rojas               |              |              |              |              |                                  |
| 8                                                               | Scarlet Joana Garcia Luna   |              |              |              |              | 1 de diciembre de 1992 (32 años) |
| 9                                                               | Jhosette Espinosa           |              |              |              |              |                                  |
| 10                                                              | Alejandra Tancara           |              |              |              |              |                                  |
| 11                                                              | O'Neill Escobar             |              |              |              |              |                                  |
| 12                                                              | Jamie Rocha                 |              |              |              |              |                                  |
| 13                                                              | Vania Erika Vargas Zeballos |              |              |              |              | 12 de abril de 1994 (30 años)    |
|                                                                 | Monica Calderon             |              |              |              |              |                                  |
| Entrenador: Jose Revollo Chavarria / Asistente: Manfredo Moreno |                             |              |              |              |              |                                  |

- Datos de la página oficial de FIBA y la Federación Boliviana de Básquetbol.

## Final Four
La primera versión de la Libobásquet contó con 4 Final Four realizados en 4 ciudades distintas.

### Fecha 1
| 11 de marzo, 18:30 | San Simón                            | 90–51           | UCB          | Oruro                                              |  |
|                    | Parciales: 23-9, 26-11, 24-13, 17-18 |                 |              |                                                    |  |
|                    | Estadísticas                         | Reporte Pts Reb | Estadísticas | Pabellón: Luis Lazzo Quinteros Árbitros: * -* -* - |  |

| 11 de marzo, 20:30 | Aleman                               | 86–66           | Ej-Plaza     | Oruro                                              |  |
|                    | Parciales: 15-26, 33-13, 24-19, 14-8 |                 |              |                                                    |  |
|                    | Estadísticas                         | Reporte Pts Reb | Estadísticas | Pabellón: Luis Lazzo Quinteros Árbitros: * -* -* - |  |

### Fecha 2
| 12 de marzo, 18:30 | Ej-Plaza                             | 46–84           | San Simón    | Oruro                                              |  |
|                    | Parciales: 10-27, 8-18, 19-20, 27-19 |                 |              |                                                    |  |
|                    | Estadísticas                         | Reporte Pts Reb | Estadísticas | Pabellón: Luis Lazzo Quinteros Árbitros: * -* -* - |  |

| 12 de marzo, 20:30 | Aleman                               | 81–72           | UCB          | Oruro                                              |  |
|                    | Parciales: 18-21, 27-15, 18-28, 18-8 |                 |              |                                                    |  |
|                    | Estadísticas                         | Reporte Pts Reb | Estadísticas | Pabellón: Luis Lazzo Quinteros Árbitros: * -* -* - |  |

### Fecha 3
| 13 de marzo, 09:00 | Ej-Plaza                             | 87–61           | UCB          | Oruro                                              |  |
|                    | Parciales: 23-9, 15-22, 23-20, 26-10 |                 |              |                                                    |  |
|                    | Estadísticas                         | Reporte Pts Reb | Estadísticas | Pabellón: Luis Lazzo Quinteros Árbitros: * -* -* - |  |

| 13 de marzo, 11:00 | Alemán                                | 66–78           | San Simón    | Oruro                                              |  |
|                    | Parciales: 21-10, 15-25, 16-18, 14-25 |                 |              |                                                    |  |
|                    | Estadísticas                          | Reporte Pts Reb | Estadísticas | Pabellón: Luis Lazzo Quinteros Árbitros: * -* -* - |  |

### Fecha 4
| 17 de marzo, 19:00 | San Simón                             | 86–66           | Alemán       | Quillacollo, Cochabamba                     |  |
|                    | Parciales: 14-22, 26-11, 22-11, 24-22 |                 |              |                                             |  |
|                    | Estadísticas                          | Reporte Pts Reb | Estadísticas | Pabellón: Max Fernández Árbitros: * -* -* - |  |

| 17 de marzo, 20:30 | Ej-Plaza                            | 59–45           | UCB          | Quillacollo, Cochabamba                     |  |
|                    | Parciales: 16-7, 16-7, 15-11, 12-20 |                 |              |                                             |  |
|                    | Estadísticas                        | Reporte Pts Reb | Estadísticas | Pabellón: Max Fernández Árbitros: * -* -* - |  |

### Fecha 5
| 18 de marzo, 19:00 | San Simón                           | 72–37           | UCB          | Quillacollo, Cochabamba                     |  |
|                    | Parciales: 19-4, 18-7, 19-12, 16-14 |                 |              |                                             |  |
|                    | Estadísticas                        | Reporte Pts Reb | Estadísticas | Pabellón: Max Fernández Árbitros: * -* -* - |  |

| 18 de marzo, 20:30 | Ej-Plaza                             | 55–68           | Aleman       | Quillacollo, Cochabamba                     |  |
|                    | Parciales: 14-19, 7-17, 18-19, 16-13 |                 |              |                                             |  |
|                    | Estadísticas                         | Reporte Pts Reb | Estadísticas | Pabellón: Max Fernández Árbitros: * -* -* - |  |

### Fecha 6
| 19 de marzo, 19:00 | UCB                                   | 64–74           | Aleman       | Quillacollo, Cochabamba                     |  |
|                    | Parciales: 11-16, 15-18, 14-15, 24-25 |                 |              |                                             |  |
|                    | Estadísticas                          | Reporte Pts Reb | Estadísticas | Pabellón: Max Fernández Árbitros: * -* -* - |  |

| 19 de marzo, 20:30 | Ej-Plaza                              | 73–74           | San Simón    | Quillacollo, Cochabamba                     |  |
|                    | Parciales: 19-16, 13-27, 22-12, 19-19 |                 |              |                                             |  |
|                    | Estadísticas                          | Reporte Pts Reb | Estadísticas | Pabellón: Max Fernández Árbitros: * -* -* - |  |

### Fecha 7
| 24 de marzo, 18:30 | San Simón                           | 74–66           | Ej-Plaza     | La Paz                                           |  |
|                    | Parciales: 18-16, 20-16, (36-34), - |                 |              |                                                  |  |
|                    | Estadísticas                        | Reporte Pts Reb | Estadísticas | Pabellón: Multifuncional UCB Árbitros: * -* -* - |  |

| 24 de marzo, 20:00 | UCB                                   | 60–92           | Aleman       | La Paz                                           |  |
|                    | Parciales: 14-32, 13-24, 19-24, 14-12 |                 |              |                                                  |  |
|                    | Estadísticas                          | Reporte Pts Reb | Estadísticas | Pabellón: Multifuncional UCB Árbitros: * -* -* - |  |

### Fecha 8
| 25 de marzo, 10:30 | San Simón                             | 76–66           | Alemán       | La Paz                                           |  |
|                    | Parciales: 20-13, 21-10, 26-16, 19-27 |                 |              |                                                  |  |
|                    | Estadísticas                          | Reporte Pts Reb | Estadísticas | Pabellón: Multifuncional UCB Árbitros: * -* -* - |  |

| 25 de marzo, 12:00 | UCB                                   | 89–78           | Ej-Plaza     | La Paz                                           |  |
|                    | Parciales: 20-13, 21-20, 21-25, 27-20 |                 |              |                                                  |  |
|                    | Estadísticas                          | Reporte Pts Reb | Estadísticas | Pabellón: Multifuncional UCB Árbitros: * -* -* - |  |

### Fecha 9
| 26 de marzo, 10:30 | Aleman                                | 88–77           | Ej-Plaza     | La Paz                                           |  |
|                    | Parciales: 22-21, 20-19, 19-17, 27-20 |                 |              |                                                  |  |
|                    | Estadísticas                          | Reporte Pts Reb | Estadísticas | Pabellón: Multifuncional UCB Árbitros: * -* -* - |  |

| 26 de marzo, 12:00 | UCB                                  | 52–84           | San Simón    | La Paz                                           |  |
|                    | Parciales: 14-16, 13-22, 9-29, 16-17 |                 |              |                                                  |  |
|                    | Estadísticas                         | Reporte Pts Reb | Estadísticas | Pabellón: Multifuncional UCB Árbitros: * -* -* - |  |

### Fecha 10
| 31 de marzo, 18:30 | Aleman                                | 89 –51          | UCB          | Cochabamba                                  |  |
|                    | Parciales: 21-13, 29-11, 25-14, 14-13 |                 |              |                                             |  |
|                    | Estadísticas                          | Reporte Pts Reb | Estadísticas | Pabellón: Grover Suárez Árbitros: * -* -* - |  |

| 31 de marzo, 20:00 | San Simón                             | 80–86           | Ej-Plaza     | Cochabamba                                  |  |
|                    | Parciales: 20-19, 30-16, 12-19, 18-32 |                 |              |                                             |  |
|                    | Estadísticas                          | Reporte Pts Reb | Estadísticas | Pabellón: Grover Suárez Árbitros: * -* -* - |  |

### Fecha 11
| 1 de abril, 18:30 | Ej-Plaza                              | 122–108         | Alemán       | Cochabamba                                  |  |
|                   | Parciales: 31-32, 30-20, 32-23, 29-33 |                 |              |                                             |  |
|                   | Estadísticas                          | Reporte Pts Reb | Estadísticas | Pabellón: Grover Suárez Árbitros: * -* -* - |  |

| 1 de abril, 20:00 | San Simón                            | 72–44           | UCB          | Cochabamba                                  |  |
|                   | Parciales: 26-4, 18-11, 16-17, 12-12 |                 |              |                                             |  |
|                   | Estadísticas                         | Reporte Pts Reb | Estadísticas | Pabellón: Grover Suárez Árbitros: * -* -* - |  |

### Fecha 12
| 2 de abril, 18:30 | Ej-Plaza              | 88–64   | UCB          | Cochabamba                                  |  |
|                   | Parciales: -, -, -, - |         |              |                                             |  |
|                   | Estadísticas          | Pts Reb | Estadísticas | Pabellón: Grover Suárez Árbitros: * -* -* - |  |

| 2 de abril, 20:00 | San Simón                             | 60–78           | Aleman       | Cochabamba                                  |  |
|                   | Parciales: 12-13, 22-24, 11-23, 15-18 |                 |              |                                             |  |
|                   | Estadísticas                          | Reporte Pts Reb | Estadísticas | Pabellón: Grover Suárez Árbitros: * -* -* - |  |

### Tabla General
| Equipo                 | PJ | PG | PP | CF  | CC  | DIF  | Pts |
| ---------------------- | -- | -- | -- | --- | --- | ---- | --- |
| San Simón (Cochabamba) | 12 | 10 | 2  | 936 | 731 | +205 | 22  |
| Alemán (Oruro)         | 12 | 8  | 4  | 962 | 867 | +95  | 20  |
| EJ Plaza (Quillacollo) | 12 | 5  | 7  | 903 | 927 | -24  | 17  |
| UCB (La Paz)           | 12 | 1  | 11 | 690 | 966 | -276 | 13  |

- Tabla realizada con la app "Mis Torneos".

### Evolución de la clasificación
| Jornada / Equipo | 1 | 2 | 3 | 4 | 5 | 6 | 7 | 8 | 9 | 10 | 11 | 12 |
| Jornada / Equipo |   |   |   |   |   |   |   |   |   |    |    |    |
| ---------------- | - | - | - | - | - | - | - | - | - | -- | -- | -- |
| San Simón        | 1 | 1 | 1 | 1 | 1 | 1 | 1 | 1 | 1 | 1  | 1  | 1  |
| Alemán           | 2 | 2 | 2 | 3 | 2 | 2 | 2 | 2 | 2 | 2  | 2  | 2  |
| Ej-Plaza         | 3 | 3 | 3 | 2 | 3 | 3 | 3 | 3 | 3 | 3  | 3  | 3  |
| UCB              | 4 | 4 | 4 | 4 | 4 | 4 | 4 | 4 | 4 | 4  | 4  | 4  |

|  |          |
|  | Campeón. |

## Plantilla del equipo campeón
Sandro Patiño primer entrenador campeón el Libobásquet varones y damas
| San Simón (Cochabamba)                    | San Simón (Cochabamba)          | San Simón (Cochabamba) | San Simón (Cochabamba) | San Simón (Cochabamba) | San Simón (Cochabamba) | San Simón (Cochabamba)          |
| Num                                       | Jugador                         | Pos                    | PJ                     | Altura                 | Ciudad Natal           | Edad                            |
| ----------------------------------------- | ------------------------------- | ---------------------- | ---------------------- | ---------------------- | ---------------------- | ------------------------------- |
| 4                                         | Arlenis Romero                  | B                      |                        | 1,76 m (5′ 9″)         | Pinar del Río          | 7 de febrero de 1984 (41 años)  |
| 6                                         | Bernarda Bruno                  |                        |                        |                        |                        |                                 |
| 7                                         | Marcela Viscarra                | SW                     |                        | 1,69 m (5′ 7″)         |                        | 22 de marzo de 1990 (35 años)   |
| 8                                         | Katia Romero                    | A                      |                        | 1,68 m (5′ 6″)         |                        | 08 de marzo de 1991 (34 años)   |
| 10                                        | Daniza Parra                    | B                      |                        | 1,58 m (5′ 2″)         | Cochabamba             | 29 de julio de 1985 (39 años)   |
| 12                                        | Marlenis Cepeda                 | P                      |                        | 1,93 m (6′ 4″)         | Sancti Spiritus        | 27 de octubre de 1985 (39 años) |
| 14                                        | Mirian Raquel Justiniano Claros |                        |                        | 1,73 m (5′ 8″)         | Santa Cruz             | 21 de mayo de 1991 (33 años)    |
| 23                                        | Karol Rivas                     |                        |                        |                        |                        |                                 |
| 37                                        | Liliana Ayala                   |                        |                        |                        |                        |                                 |
| 55                                        | Maria Sanabria                  |                        |                        |                        |                        |                                 |
| 70                                        | Nataly Zurita                   | P                      |                        | 1,86 m (6′ 1″)         |                        | 04 de febrero de 1995 (30 años) |
| 77                                        | María René Carmona Soliz        | AP, P                  |                        | 1,80 m (5′ 11″)        | Cochabamba             | 26 de mayo de 1995 (29 años)    |
| Entrenador: Sandro Alberto Patiño Sánchez |                                 |                        |                        |                        |                        |                                 |